# تریموکرودون
تریموکرودون (نام علمی: Trimucrodon) نام یک سرده از راسته پرنده‌کفلان است.